# Carlos Luis Morales
Pour les articles homonymes, voir Morales.
Carlos Luis Morales Benites, né le 12 juin 1965 à Guayaquil en Équateur et mort le 22 juin 2020 à Samborondón (Équateur), est un joueur de football international équatorien qui évoluait au poste de gardien de but.

## Biographie

### Carrière en sélection
Avec l'équipe d'Équateur, Carlos Luis Morales joue 40 matchs  entre 1987 et 1999. 
Il figure notamment dans le groupe des sélectionnés lors des Copa América de 1989 et de 1995.

## Palmarès
Barcelona
- Championnat d'Équateur (5) :
  - Champion : 1985, 1987, 1989, 1991 et 1995.